# Моћни ренџери: Дино закон
Моћни ренџери: Дино закон су двадесет осма и двадесет девета сезона америчког дечјег телевизијског програма Моћни ренџери. Прва сезона је премијерно приказана на Nickelodeon-у 20. фебруара 2021, а завршена је 18. децембра 2021. То би била последња сезона емисије која ће се емитовати на мрежи. Друга сезона је премијерно приказана на Netflix-у 3. марта 2022, а завршена је 29. септембра 2022; што је прва сезона која се емитује искључиво на онлајн сервису за стримовање.
Дино закон је прва телевизијска серија коју је продуцирао Entertainment One након што ју је Hasbro купио 2019. Сезона је произведена коришћењем снимака, костима и реквизита из енгл. Kishiryu Sentai Ryusoulger, четрдесет трећег прилога у јапанској tokusatsu драми Супер Сентаи метасерије, такође што га чини четвртим уносом у америчкој серији који користи мотив диносауруса (претходе му Моћни ренџери Моћно морфирање, Моћни ренџери: Дино гром и Моћни ренџери: Дино јуриш) са минималним елементима костију и реквизита који се рециклирају из енгл. Ressha Sentai ToQger.
Дино заклон је освојио Изванредан Програм за Децу и Породицу на 33rd GLAAD Media Awards.
Трећа сезона серије Дино закон и тридесета сезона Моћни ренџери, поново названа Моћни ренџери: Космикс закон, најављена је 28. августа 2022. и планирана је да се премијерно прикаже на Netflixу 2023. То ће бити наставак приче о Дино закон, чинећи га првом серијом од Моћних ренџера Моћно морфирање која има исту глумачку екипу више од две сезоне. Као прослава 30. годишњице франшизе, Космикс закон ће представљати нова оригинална одела, са Зордом и снимцима негативаца прилагођеним из енгл. Kishiryu Sentai Ryusoulger. Сезона ће се састојати од 10 епизода. Космикс закон ће бити прва сезона Моћног ренџера у којој ће током целе сезоне бити женски црвени ренџер. Космикс закон ће такође представљати повратак Дејвид Јост као Били Кренстон.

## Емитовање у Србији
Прва сезона Дино закона се у Србији премијерно приказује од 3. маја 2022. године на каналу Dexy TV, синхронизована на српски језик. Српску синхронизацију је радио студио Облакодер.

## Радња
Пре 65 милиона година, зле Спорикс звери опустошиле су планету Рафкон пре него што су отпутовале на Земљу. Међутим, шест рафконских витезова их је пратило и, заједно помоћу шест диносауруса, Господари морфозе су од Морфирајућих ренџера добили моћ да постану Дино закон Ренџери. Заробили су Спориксе, иако су сви наизглед били изгубљени осим Црвеног ренџера, Зејта, који је отишао у застој да спречи бекство Спорикса. У садашњости, међугалактички ратник Витез Празнине случајно ослобађа Спориксе док покушава да их украде, приморавајући Зејта и његову пријатељицу, киборшког диносауруса по имену Солон, да регрутују нови тим Дино закон Моћних ренџера да им помогну у борби..

## Улоге
| Улога                                  | Глумац/Оригинални глас | Српски глас                          |
| -------------------------------------- | ---------------------- | ------------------------------------ |
| Зејто / црвени / дух дино ренџер       | Расел Кари             | Дејан Дедић                          |
| Амелија / розе дино ренџер             | Хантер Дено            | Маја Николић                         |
| Оли / плави дино ренџер                | Каи Моја               | Марко Градеж (С1) Милош Ђуричић (С2) |
| Изи / зелени дино ренџер               | Теса Рао               | Александра Вељковић                  |
| Хави Гарсија / црни дино ренџер        | Чанс Перез             | Петар Арсић                          |
| Ајон / златни дино ренџер              | Џордон Фит             | Виктор Влајић                        |
| Др Лани Акана                          | Шавон Руакере          | Александра Белошевић                 |
| Чувар Карлос Гарсија                   | Блер Стренг            | Игор Боројевић                       |
| Рија Фарца                             | Сара Да Силва          |                                      |
| Солон                                  | Џозефин Дејвисон       | Ђурђина Радић                        |
| Џејн                                   | Кира Џозефсон          | Тања Живковић                        |
| Џи Борг                                | Викторија Абот         |                                      |
| Ана                                    | Бени Смит              | Ана Марија Стаменковић               |
| Стан                                   | Ноа Пол                |                                      |
| Мик Каниц                              | Келсон Хендерсон       |                                      |
| Командант Шо                           | Тијула Блејкли         |                                      |
| Ед "Папап" Џонс                        | Грег Џонсон            | Мирко Јокић                          |
| Ферн                                   | Џеклин Џо              | Тања Живковић (С1)                   |
| Господар Зед                           | Ендру Лејнг            | Мирко Јокић                          |
| Тарик / Витез Празнине / Краљ Празнине | Џаред Тарнер           | Славиша Репац (С1) Даниел Сич (С2)   |
| Сантара / Краљица Празнине             | Сиобан Маршал          | Марија Жеравица                      |
| Слуз                                   | Торум Хенг             |                                      |
| Бумтауер и Бомбластер                  | Марк Мичинсон          | Стеван Шербеџија                     |
| Брејнбласт                             | Џејсон Смит            | Иван Благојевић                      |
| Вајпира                                | Рашел Данкан           | Нађа Маршићевић                      |
| Тролер                                 |                        | Предраг Ђорђевић                     |
| Господин Виз, Слајдер и Крозл          | Кембел Кули            | Александар Кецман                    |
| Арла                                   | Сара Вајзман           | Милица Јанкетић                      |
| Адријан                                | Макс Крин              | Матија Живковић                      |
| Шокхорн                                | Џејми Линехан          | Димитрије Лазић                      |
| Рустафа                                | Том Кејн               | Срђан Берак                          |
| Лили                                   | Сара Далтон            | Кристина Богуновић                   |
| Дете                                   |                        | Никола Коларевић                     |
| Вулфганг                               | Ганг Лангфорд          | Никола Ранђеловић                    |
| Рекмат                                 | Џон Ли                 |                                      |
| Снаиџ и Нулај                          | Стивен МекКлери        |                                      |
| Сизураи                                | Адријан Смит           |                                      |
| Сладолеџија                            | Џони Браг              | Владимир Тешовић                     |
| Уводна песма                           | Бер Селен              | Лука Матиновић                       |

## Српска верзија
- Превод: Александра Вељковић, Славиша Репац
- Сниматељ: Ђурђица Вали
- Синхронизација: Беба Црнић, Слађана Црнић
- Уводна шпица
  - Вокал: Лука Матковић
  - Адаптација текста: Дуња Ђорђевић
  - Микс: Citadela Sound Production
- Тонска обрада: Дарко Обрадовић
- Графичка обрада: Немања Јевтић